# 新平镇 (广汉市)
新平镇，是中华人民共和国四川省德阳市广汉市曾经下辖的一个镇。2019年12月，撤销新平镇，将其所属行政区域划归南丰镇管辖。

## 行政区划
新平镇撤销前下辖以下地区：
场镇社区、新城村、桂红村、永红村、联合村、紫荆村和新开村。